# آنا رست
آنا رست (بالإنجليزية: Anna Rust)‏ هي ممثلة بريطانية، ولدت في 3 مايو 1995 في براغ في التشيك.

## وصلات خارجية
- آنا رست على موقع IMDb (الإنجليزية)
- آنا رست على موقع قاعدة بيانات الفيلم (الإنجليزية)